# Landon Gare
Landon „Lanny“ Gare (* 5. September 1978 in Vernon, British Columbia) ist ein ehemaliger deutsch-kanadischer Eishockeyspieler und derzeitiger -trainer, der zuletzt bis Frühjahr 2025 als Assistenztrainer beim VER Selb angestellt war, nachdem er dort bereits ab 2015 als Spieler aktiv gewesen war.

## Karriere
Lanny Gare begann seine Karriere in der British Columbia Hockey League bei den Vernon Vipers. Über diverse Stationen bei Universitäten-Teams und den Minor Leagues in Nordamerika kam er 2006 nach Europa zu den Lausitzer Füchsen. Nach der Saison 2006/07 wechselte er zu den Herlev Hornets in die dänische AL-Bank Ligaen, ehe er zu Saisonende einen Vertrag bei den Eispiraten Crimmitschau unterschrieb. Nach kurzem Gastspiel nahmen ihn zur Saison 2008/09 die Roten Teufeln Bad Nauheim unter Vertrag.
In der Saison 2010/11 war Gare mit 92 Punkten bester Scorer der Oberliga West. Im Sommer 2011 verlängerte er seinen Vertrag in Bad Nauheim und nahm außerdem die deutsche Staatsangehörigkeit an.
Für die Saison 2012/13 stand Gare wiederum für die Lausitzer Füchse auf dem Eis, der Vertrag wurde aber zum Jahresende aufgelöst. Gare hatte ein Angebot des Oberligisten Löwen Frankfurt vorliegen. Dort spielte er bis zum Sommer 2015 und schaffte mit der Mannschaft den Aufstieg in die DEL2.
Anschließend wechselte der Deutsch-Kanadier im Sommer 2015 zum VER Selb zurück in die Oberliga und blieb dem Verein bis zum Ende seiner aktiven Karriere im Sommer 2022 treu. Auch mit Selb hatte er den Aufstieg in die DEL2 geschafft. Zur Saison 2022/23 wurde Gare als Assistent in den Trainerstab der Selber Wölfe aufgenommen.

## Erfolge und Auszeichnungen
- 2011 Topscorer der Oberliga West
- 2011 Bester Vorlagengeber der Oberliga West

## Karrierestatistik
(Legende zur Spielerstatistik: Sp oder GP = absolvierte Spiele; T oder G = erzielte Tore; V oder A = erzielte Assists; Pkt oder Pts = erzielte Scorerpunkte; SM oder PIM = erhaltene Strafminuten; +/− = Plus/Minus-Bilanz; PP = erzielte Überzahltore; SH = erzielte Unterzahltore; GW = erzielte Siegtore; 1 Play-downs/Relegation; Kursiv: Statistik nicht vollständig)